# Vlastimil Rampula
Vlastimil Rampula (* 13. ledna 1970, Břeclav) je český právník, dřívější státní zástupce a od roku 2012 advokát. V letech 2007–2012 byl vrchním státním zástupcem v Praze.
Je synem bývalého tajemníka OV KSČ v Břeclavi. V roce 1994 vystudoval Právnickou fakultu Masarykovy univerzity, v roce 2010 získal titul doktora práv na Právnické fakultě Univerzity Karlovy. Jako státní zástupce začínal na Okresním státním zastupitelství v Pardubicích, poté působil na Krajském státním zastupitelství v Hradci Králové, odkud přešel na Vrchní státní zastupitelství v Praze a v roce 2005 se stal ředitelem odboru závažné hospodářské a finanční kriminality na Nejvyšším státním zastupitelství.
15. února 2007 byl ministrem spravedlnosti Jiřím Pospíšilem jmenován pražským vrchním státním zástupcem, s ním se však postupně dostal do rozporů. Médii byl navíc označen za „zametače kauz“, např. kvůli postupu vrchního státního zastupitelství v trestních kauzách pronájmu gripenů, zpronevěry majetku Mostecké uhelné společnosti či podvodů okolo banky IPB. V březnu 2011 jeho odvolání navrhl nejvyšší státní zástupce Pavel Zeman a staronový ministr spravedlnosti Jiří Pospíšil žádosti v říjnu vyhověl. Rampula se bránil správní žalobou k Městskému soudu v Praze, ten pak odvolání kvůli jeho údajné nepřezkoumatelnosti a nezákonnosti zrušil. Na základě kasační stížnosti rozhodnutí městského soudu ale v červnu 2012 zrušil Nejvyšší správní soud, který vyvrátil nepřezkoumatelnost odvolání a aplikaci a interpretaci „závažného porušení povinností vedoucího státního zástupce“, jež odvolání z funkce odůvodňuje, shledal ze strany ministra spravedlnosti zákonnou a motivovanou veřejným zájmem.
29. června 2012 rezignoval na funkci státního zástupce. Od 1. září 2012 působí jako advokát.
20. července 2013 jako advokát potvrdil zastupování předního pražského lobbisty Iva Rittiga v souvislosti s kauzou Nagyová. Zastupoval též kontroverzního podnikatele Jana Kočku.